# NASCAR: Dirt to Daytona
NASCAR: Dirt to Daytona is een computerspel dat werd ontwikkeld door Monster Games en uitgegeven door Infogrames. Het spel kwam in 2002 uit voor de platforms Nintendo GameCube en Sony PlayStation 2. Het spel behoort tot de NASCAR Heat-serie. Gedurende het spel kan de auto verbeterd worden door wedstrijden te winnen. Het perspectief van het spel kan gewisseld worden van de eerste persoon tot de derde persoon. 
Het spel bevat vier verschillende modi:
- Weekly Racing Series Presented by Dodge (dirt)
- NASCAR Featherlite (open wheel modifed)
- NASCAR Craftsman Truck Series (pickup trucks)
- NASCAR Cup Series

## Ontvangst
| Beoordeeld door  | Platform      | Datum            | Score |
| ---------------- | ------------- | ---------------- | ----- |
| Nintendojo       | GameCube      | 2002             | 94%   |
| Game Vortex      | GameCube      | 2002             | 90%   |
| Gaming Target    | GameCube      | 20 december 2002 | 89%   |
| Worth Playing    | PlayStation 2 | 15 januari 2003  | 85%   |
| IGN              | PlayStation 2 | 14 november 2002 | 83%   |
| IGN              | GameCube      | 18 november 2002 | 83%   |
| GameSpot         | PlayStation 2 | 13 november 2002 | 81%   |
| G4 Tech: Tech TV | PlayStation 2 | 16 december 2002 | 80%   |
| Operation Sports | GameCube      | 13 december 2002 | 80%   |
| Gaming Target    | PlayStation 2 | 23 januari 2003  | 57%   |